# Студенец (Сурский район)
Студенец — старинное село в Сурском районе Ульяновской области России. Входит в Сурское городское поселение.

## География
Село расположено в 6 км к западу от рабочего посёлка Сурское Ульяновской области по автодороге Сурское — Шумерля.

## История
Поселение основано как сторожевой пункт на Сибирском тракте в середине XVII века. 
В конце 1770-х годов село передано императрицей Екатериной II во владение генералу Михаилу Потёмкину, в дар за подавление крестьянского восстания под предводительством Емельяна Пугачева. 
В 1780 году, при создании Симбирского наместничества, деревня Студенец, при ключе, дворцовых крещеной мордвы, в составе Алатырского уезда.
Приписной деревянный храм в Студенце построен в 1834 году. Престол в нём в честь Вознесения Господня. (Вознесенская церковь, не сохранилась). В 1893 году в селе открылась церковно-приходская школа .
В 1859 году деревня Студенец в 1-м стане Алатырского уезда Симбирской губернии.
С 1930 года в селе действовал колхоз «Новая жизнь». С 1953 года село Студенец входило в колхоз «Вперед к коммунизму» Сурского поселкового совета, в 1959-1960 годах — в колхоз «40 лет Октября» (Черненово, Студенец, Сурское). В 1960-1965 годах в колхоз «Вперед к коммунизму» входили: Черненово, Студенец, Барашево, Княжуха, Сурское, а с 1965 по 1992 годы — Сурское, Черненово, Студенец, колхоз был переименован в товарищество «Вперед», ликвидированный в 1997 году. 

## Население
| 2010 |
| ---- |
| 168  |

К концу XVIII века в селе проживало около 750 человек.
На 1900 г.в с-це Студенце (в 6 вер.; н. р.) в 161 дворах жило: 374 м. и 405 ж.; 
В 1913 году в селе проживало 1126 человек.
- Студенец — родина педагога и малоизвестного художника Василия Дмитриевича Воронкова (1879 — 1942 г.г.)[6].

## Достопримечательности
В центральной части села расположен родник, который местные жители называют комиссарским. Высокое качество ключевой воды родника известно и за пределами Ульяновской области.

## Галерея

Виды села
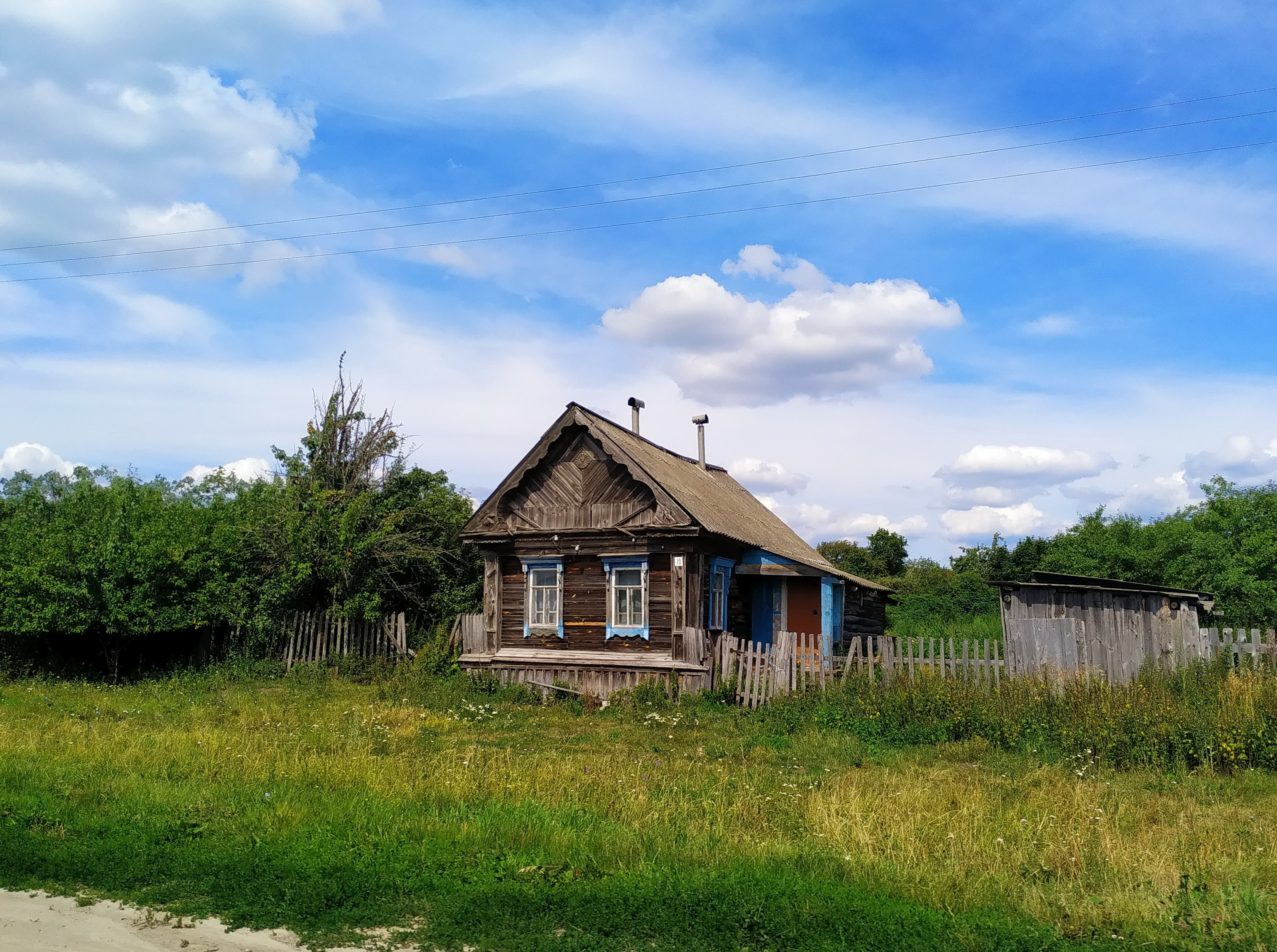
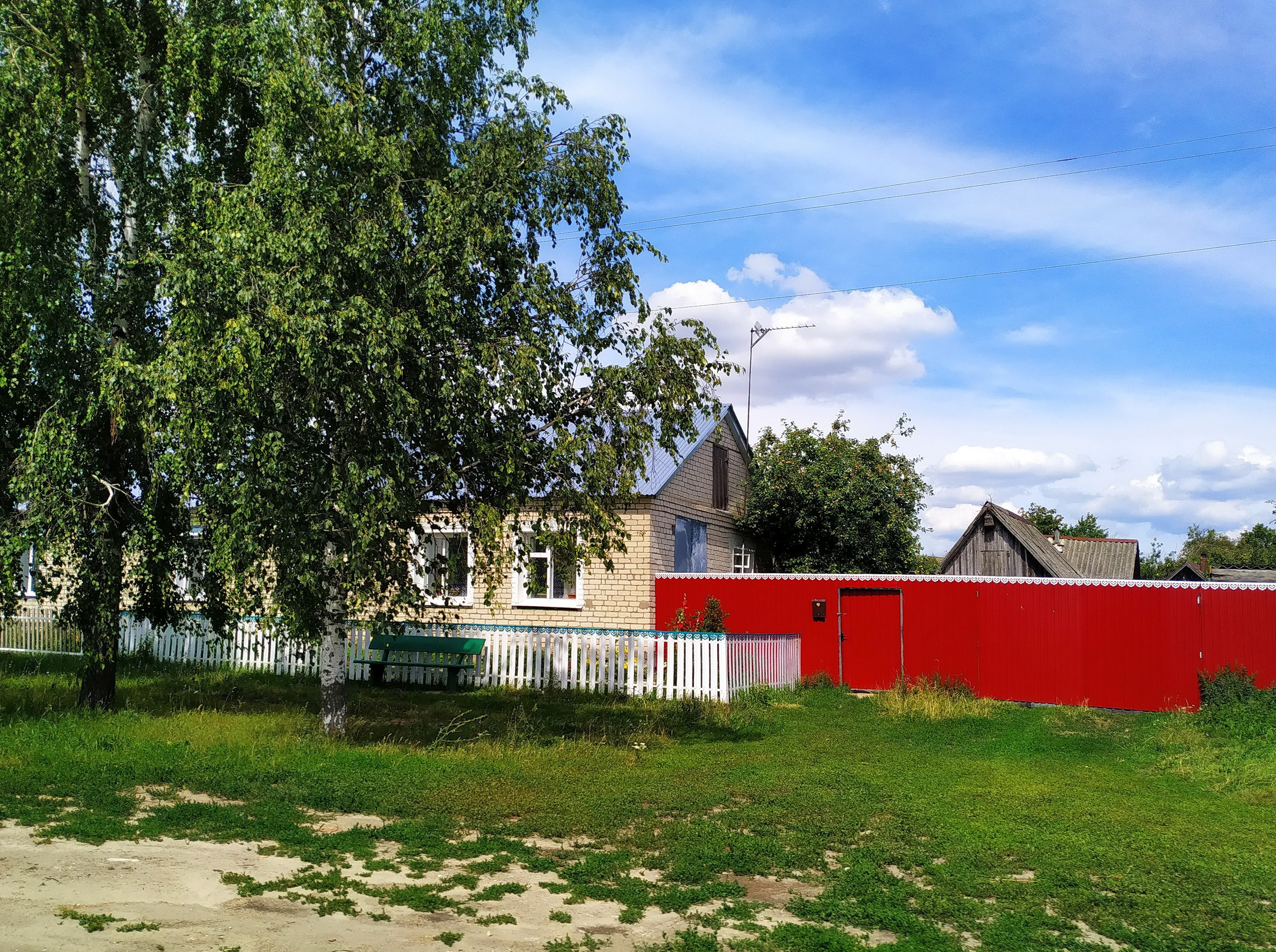
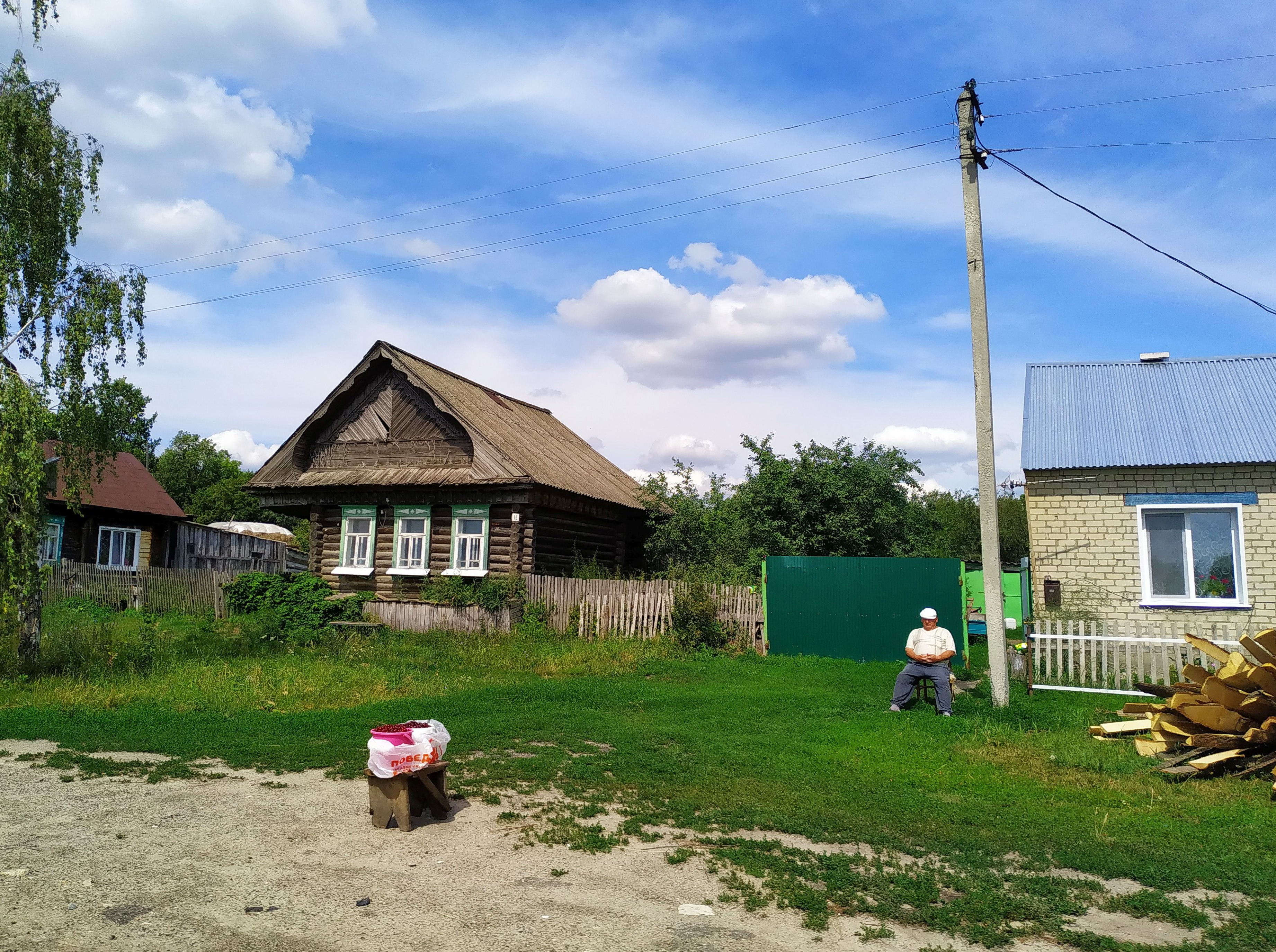
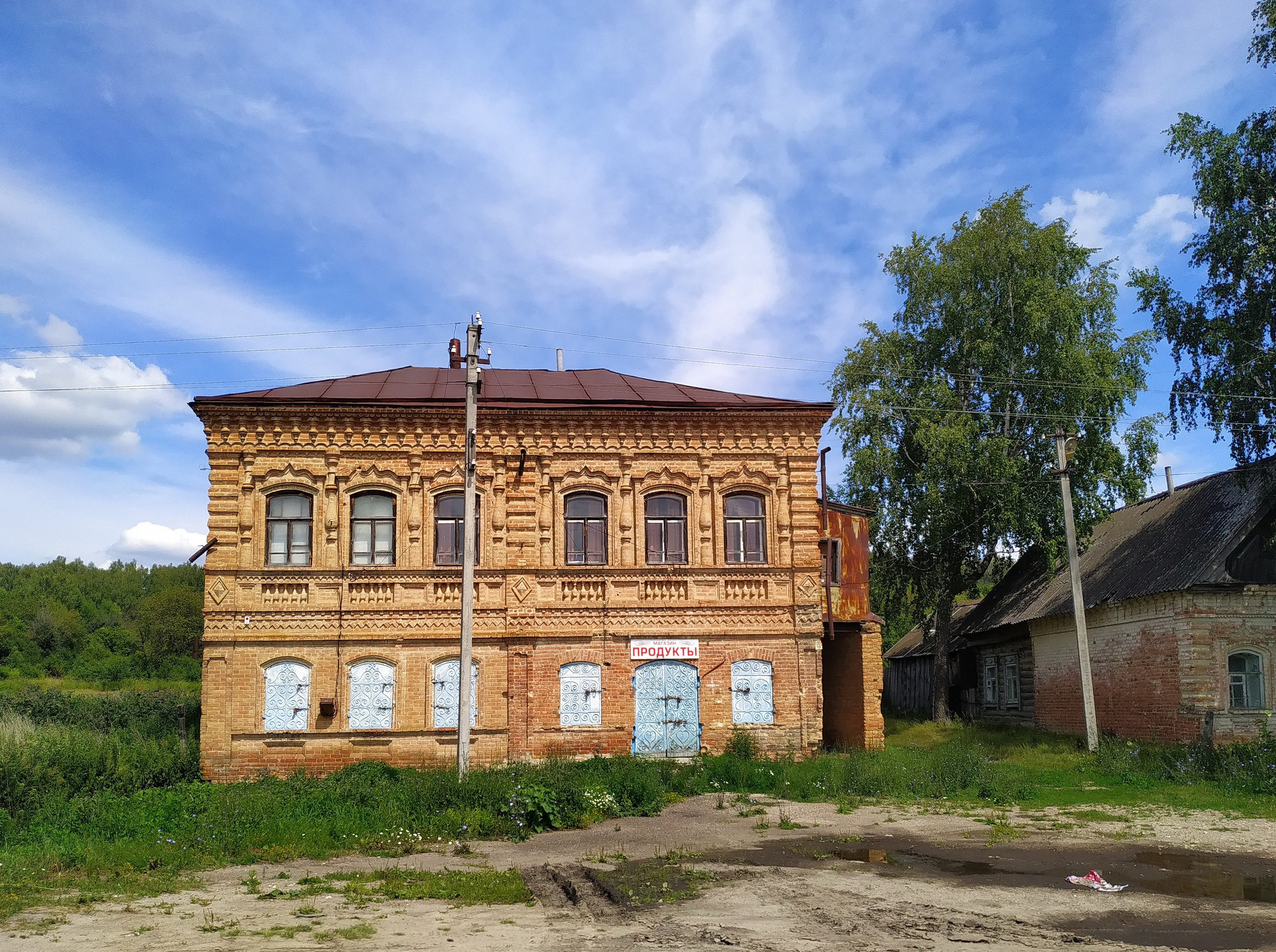